# Creu de terme de Saladrigues
Creu de terme de Saladrigues és una escultura del municipi de Balsareny (Bages) inclosa en l'Inventari del Patrimoni Arquitectònic de Catalunya.

## Descripció
Creu de pedra formada per un basament quadrat, una columna i una creu. La base de la columna és motllurat amb una gran escòcia; el fust és un prisma quadrat i el capitell rectangular, amb decoracions de tipus clàssic a cada plafó. La creu és de secció quadrada amb acabaments trilobats.
El basament conté inscripcions a tres cares: a una l'escut de Balsareny, a l'altra el nom "Catalunya" i a la darrera les inicials "M S F, 1923".

## Història
Es tracta d'una creu de terme de propietat dels Argensola, propietat de Castellnou de Bages, la finca dels quals aplega terres del terme de Balsareny i de Castellnou.
Com que els propietaris s'anomenen Saladrigues de cognom, la creu és coneguda amb el nom de "La creu de Saladrigues".